# Vescia (Foligno)
Vescia è una frazione del comune di Foligno (PG), appartenente alla Circoscrizione n. 6 “San Giovanni Profiamma–Belfiore–Vescia–Capodacqua–Pontecentesimo”. La frazione è unita in un unico tessuto urbano alle frazioni viciniori di Belfiore e di Scanzano, con quest'ultima, in particolare, non v'è la neppur minima soluzione di continuità. Le due frazioni vengono identificate dal fatto che Vescia si trova sulla riva sinistra del fiume Menotre, mentre Scanzano sulla riva destra, spesso si usa infatti parlare di Vescia - Scanzano come di un'unica frazione.
Il paese è popolato da circa 1 100 abitanti ed è sito a 5 km a NE di Foligno, contiguamente alla periferia nordorientale della città, in prossimità della S.S. Flaminia e lungo la linea ferroviaria Roma-Ancona, sulla quale, a Scanzano, c'è la stazione denominata Scanzano-Belfiore. A breve distanza dal paese, le acque del fiume Menotre confluiscono in quelle del Topino.

## Storia
A partire dal Basso Medioevo il nome del villaggio, Guesia, appare negli Statuti del Comune di Foligno e nelle carte dell'Abbazia di Sassovivo. Di origine longobarda, esso era l'antica denominazione del fiume Menotre.
Durante il XIII-XIV secolo essa venne elevata a rango di Castello, come sembra apparire dagli scritti dello Jacobilli, in quanto villa fortificata a difesa della città e a guardia della antica Via Flaminia.

## Economia e manifestazioni
Grazie alle acque fluviali, il paese ha potuto sostenere per lungo tempo un discreto numero di opifici, quali mulini, concerie, tintorie.
A partire dal XX secolo, diversi investimenti statali hanno assicurato un discreto benessere, quali il magazzino carni dell'Esercito e il deposito nazionale dei materiali postali, in cui furono immagazzinate le monete in Euro prima della loro entrata in corso legale, per essere poi distribuite in tutta Italia (entrambi a Scanzano).
Attualmente, la coltivazione dell'olivo permette la produzione di una discreta quantità di olio.
Dal 1986 al 2001 si teneva un apprezzato Presepe Vivente, con rappresentazioni in costume e rievocazione degli antichi mestieri.
Dal 1995 al 2002, invece, una sfilata di Carnevale con carri allegorici teneva banco lungo il viale che unisce Vescia e Belfiore.

## Monumenti e luoghi d'arte
- Chiesa di S. Martino Vescovo (1646), in stile barocco e decorata a stucco. Contiene opere del Manenti, del Michelini e del Dorigny.
- La Palombara (XVI secolo), un antico edificio di guardia che venne poi trasformato in allevamento di colombi da carne e utilizzato anche per la produzione della colombina, il guano utilizzato come concime.
- Villa Morotti o Villa Navello.